# Colunga
Colunga is een gemeente in de Spaanse provincie en regio Asturië met een oppervlakte van 97,57 km². Colunga telt 3.487 inwoners (1 januari 2016).

## Demografische ontwikkeling
Bron: INE, 1857-2011: volkstellingen